# 754
754(칠백오십사)는 753보다 크고 755보다 작은 자연수다.

## 수학
- 합성수로, 그 약수는 1, 2, 13, 26, 29, 58, 377, 754다. 진약수의 합은 506이므로, 754는 부족수다.
- 98번째 쐐기수다. 앞의 쐐기수는 742, 다음 쐐기수는 759다.
- {\displaystyle 754=5^{2}+27^{2}=15^{2}+23^{2}}
  - 서로 다른 두 자연수의 제곱합으로 나타내는 방법이 두 가지인 수다.
- {\displaystyle 57^{4}-1}는 754로 나누어떨어진다.

## 과학
- NGC 754: 에리다누스자리 방향에 있는 타원은하.
- 754 말라바(영어판): 소행성.

## 교통

### 철도
- 서울 지하철 7호선 신중동역의 역번호.

### 도로
- 현도 제754호선

## 군사
- 754 해군 항공대(영어판): 과거 존재한 영국의 해군 항공대.
- U-754(영어판, 독일어판): 제2차 세계 대전에 사용된 나치 독일의 군용 잠수함.

## 문화유산
- 대한민국의 보물 제754호: 감지은니대방광불화엄경 주본 권37

## 기타
- 연도: 754년, 기원전 754년